# Augusta-Kranken-Anstalt Bochum

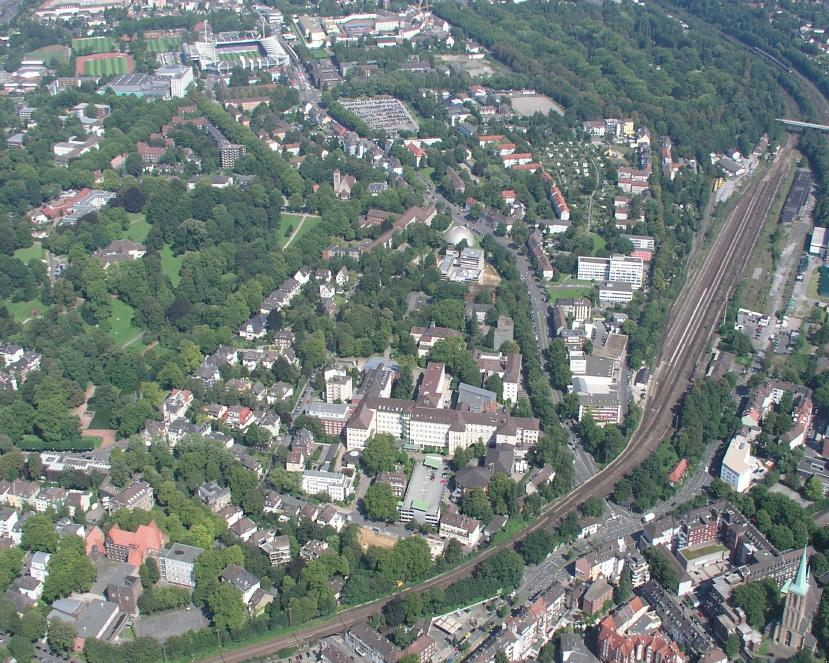
Die Augusta-Kranken-Anstalt aus der Luft (2007)

Die Augusta-Kranken-Anstalt ist ein Krankenhaus in Bochum. Träger ist die Augusta-Kranken-Anstalt gGmbH, die der Evangelischen Stiftung Augusta gehört. Die Klinik ist akademisches Lehrkrankenhaus der Universität Duisburg-Essen.

## Geschichte
Die Gründung des Krankenhauses wurde von evangelischen Bürgern im Jahre 1864 initiiert. Es wurde in einem Wohnhaus an der Brückstraße eingerichtet und verfügte über 12 Betten. Im Jahre 1867 erwarb man ein Grundstück zwischen der Castroper Straße und der Bergstraße. Im Jahre 1870 wurde Haus A bezogen, in dem 100 Betten Platz fanden.
Bevölkerungswachstum, Kriege und Seuchen verlangten eine ständige Erweiterung des Komplexes. Zu den beteiligten Architekten gehörten unter anderem Theodor Haarmann, Heinrich Schwenger und Heinrich Schmiedeknecht.
Das Unternehmen übernahm 1991 das Evangelische Krankenhaus Bochum-Linden.

2009 wurde einer Krankenschwester verboten, ein Kopftuch als Bekenntnis zum Islam zu tragen. Sie solle ihre abweichende Religionszugehörigkeit nicht öffentlich zeigen; selbst das alternative Tragen einer Nonnenhaube wurde von der Klinik abgelehnt. Ihr wurde vorgehalten, dass sie sich loyal verhalten und alles unterlassen müsse, was als gegen die evangelische Kirche gerichtete Meinungsäußerung angesehen werden könnte. Das Arbeitsgericht Bochum entschied 2010 für die Mitarbeiterin. Das Landesarbeitsgericht Hamm urteilte 2012 für die Klinik. Das Bundesarbeitsgericht entschied 2014 ebenfalls, dass kirchliche Arbeitgeber dies verbieten könnten, es sei jedoch noch festzustellen, ob der Arbeitgeber tatsächlich der Kirche zuzuordnen sei (Bundesarbeitsgericht, Urteil vom 24. September 2014, Aktenzeichen 5 AZR 611/12).

## Struktur
Die Klinik in Bochum-Mitte verfügt über 486 Betten in 14 Fachabteilungen. Der Standort in Bochum-Linden verfügt über 81 Betten. An den beiden Standorten in Bochum sind etwa 1.000 Mitarbeiter beschäftigt, die jährlich um die 16.000 Patienten stationär und weitere 20.000 ambulant versorgen.